# كوري بيل
كوري بيل (بالإنجليزية: William Cory Heward Bell)‏ هو سياسي وبريطاني (وحمل سابقاً جنسية المملكة المتحدة لبريطانيا العظمى وأيرلندا)، ولد في 25 أكتوبر 1875، وتوفي في 6 فبراير 1961. حزبياً، نشط في حزب المحافظين. في الانتخابات العمومية البريطانية 1918 ‏، انتخب عضو برلمان المملكة المتحدة الـ31 عن دائرة ديفايزيس (14 ديسمبر 1918 – 26 أكتوبر 1922) وفي الانتخابات العامة في المملكة المتحدة 1922 ‏، انتخب عضو برلمان المملكة المتحدة الـ32 عن دائرة ديفايزيس (15 نوفمبر 1922 – 16 نوفمبر 1923).